# Điểm kỳ dị trần trụi
Là điểm kỳ dị của không-thời gian,có độ cong không-thời gian vô hạn giống điểm kỳ dị của lỗ đen nhưng không bị bao quanh bởi chân trời sự kiện. Trong thuyết tương đối rộng, kỳ dị trần trụi là điểm kỳ dị không thời gian, là  ở đó, thời  gian không tồn tại, cong không thời gian vô hạn giống điểm kỳ dị của lỗ đen nhưng không bị bao quanh bởi chân trời sự kiện. Ở lỗ đen, lực hấp dẫn bên trong chân trời sự kiện mạnh đến mức ngay cả ánh sáng cũng không thoát ra được bên ngoài, vì vậy mà lỗ đen không thể quan sát trực tiếp được. Trái lại, kỳ dị trần trụi có thể quan sát từ bên ngoài.
Sự tồn tại của kỳ dị trần trụi về mặt lý thuyết rất quan trọng, nó cho thấy khả năng quan sát quá trình sụp đổ tới mật độ vô hạn của vật chất. Nó cũng chứa những vấn đề cơ bản của thuyết tương đối rộng, vì với sự hiện hữu của kỳ dị trần trụi, thuyết tương đối rộng không thể đưa ra các tiên đoán về sự tiến triển của không-thời gian.
Một vài nghiên cứu chỉ ra rằng nếu lý thuyết hấp dẫn lượng tử vòng là đúng, thì kỳ dị trần trụi có thể tồn tại trong tự nhiên, và phủ định giả thuyết vũ trụ kiểm duyệt. Vài tính toán toán học và lý luận cũng cho thấy điều này là có thể.
Cho đến ngày nay, vẫn chưa có vụ quan sát kỳ dị trần trụi nào được ghi nhận.